# Sancocho

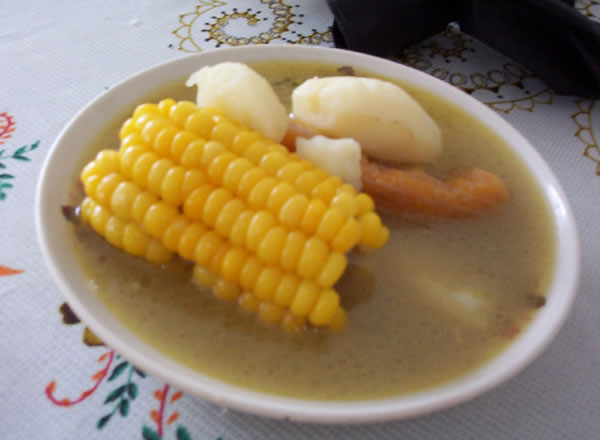
Sancocho de gallina

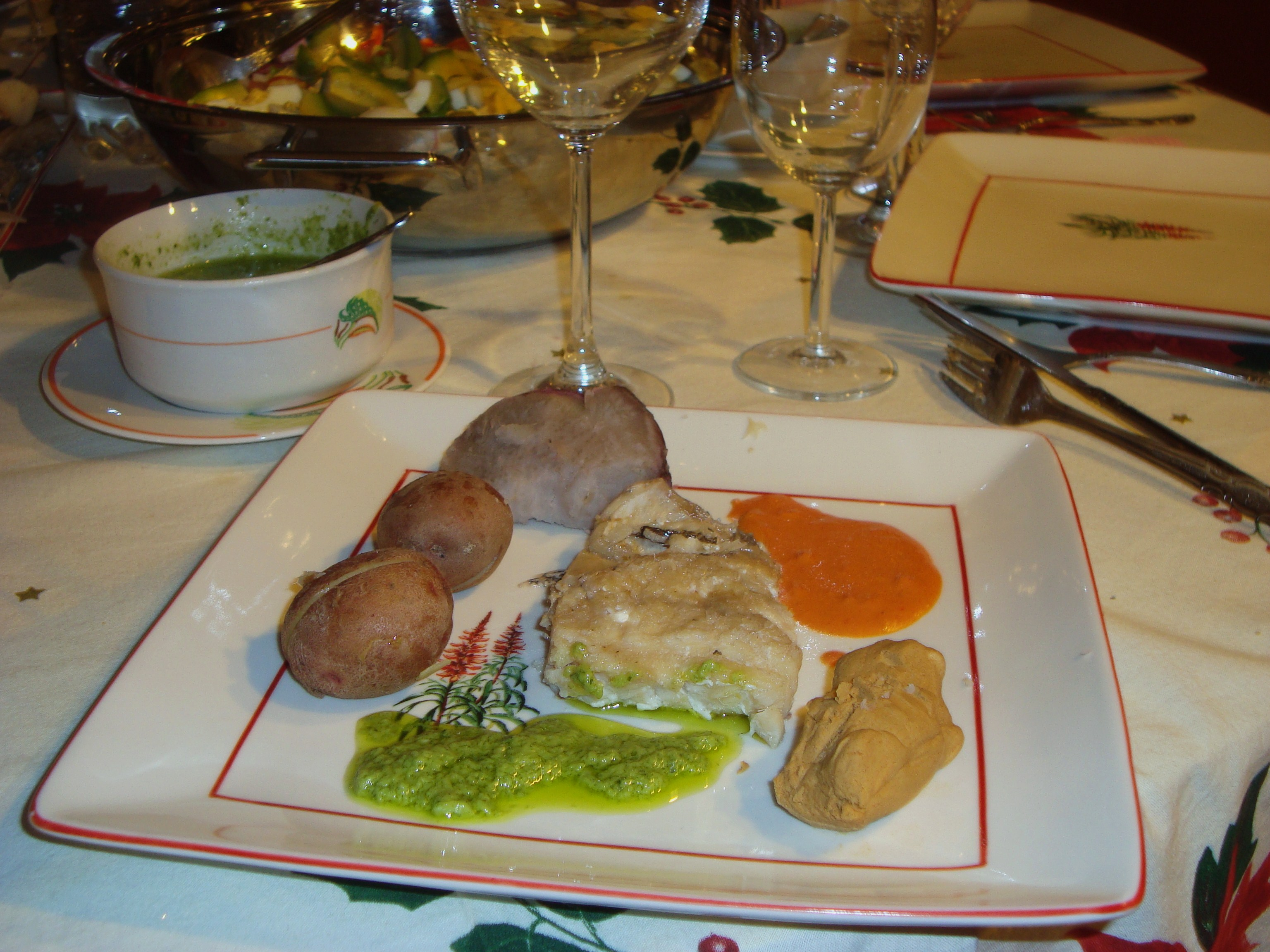
Sancocho de les Canàries

El sancocho és una sopa o estofat tradicional de les Illes Canàries, Colòmbia, Equador, Panamà, Argentina, Veneçuela i la República Dominicana.

## Variacions
Segons els llocs el sancocho pot anar d'un estofat espès a un brou més clar. Normalment es prepara a base de patata, tapioca o altres tubercles als quals s'afegeix alguna carn, per exemple (pollastre, gallina, peix, etc.). Generalment la carn que s'escull per a preparar el plat, dona el nom al sancocho; així, el sancocho preparat amb carn de pollastre se sol anomenar "sanchocho de pollastre" o simplement "sancocho de carn". També hi ha el "sanchocho de guandú con carne salá" i el "sancocho de mondongo".
Qualsevol sancocho es prepara en una olla gran, a la qual es bull amb aigua tots els ingredients, que inclouen, a més dels productes ja mencionats, pastanaga i plàtan verd, entre d'altres. Segons la versió regional que es triï, s'escullen unes verdures i espècies o d'altres.
A les illes canàries també hi ha un plat anomenat "sancocho" però és molt direferent als sud-americans ja que és sec.